# Walter Kratz (Architekt)

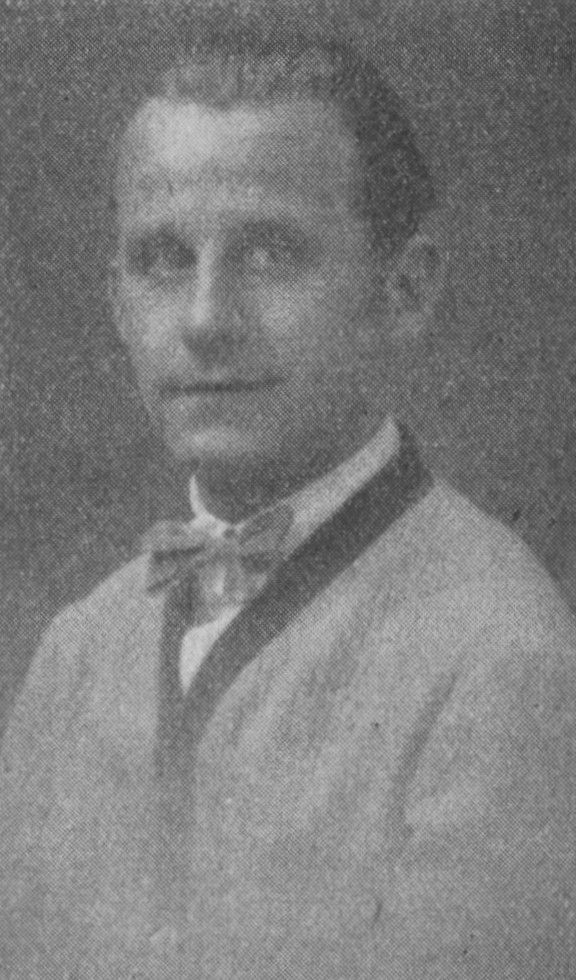
Walter Kratz, um 1927

Walter Kratz (* 25. Februar 1899 in Wien; † 21. September 1957 in Bonn) war ein österreichischer Architekt, der in der Sowjetunion und Deutschland lebte und wirkte. 

## Leben
Walter Kratz, Sohn eines Verlegers, wuchs in Berlin auf. 1916 begann er seine Architektenausbildung im Atelier seines Onkels Hermann Muthesius. Von 1917 bis Kriegsende nahm er als Soldat am Ersten Weltkrieg teil. Später arbeitete er im Büro des Architekten Georg Steinmetz.

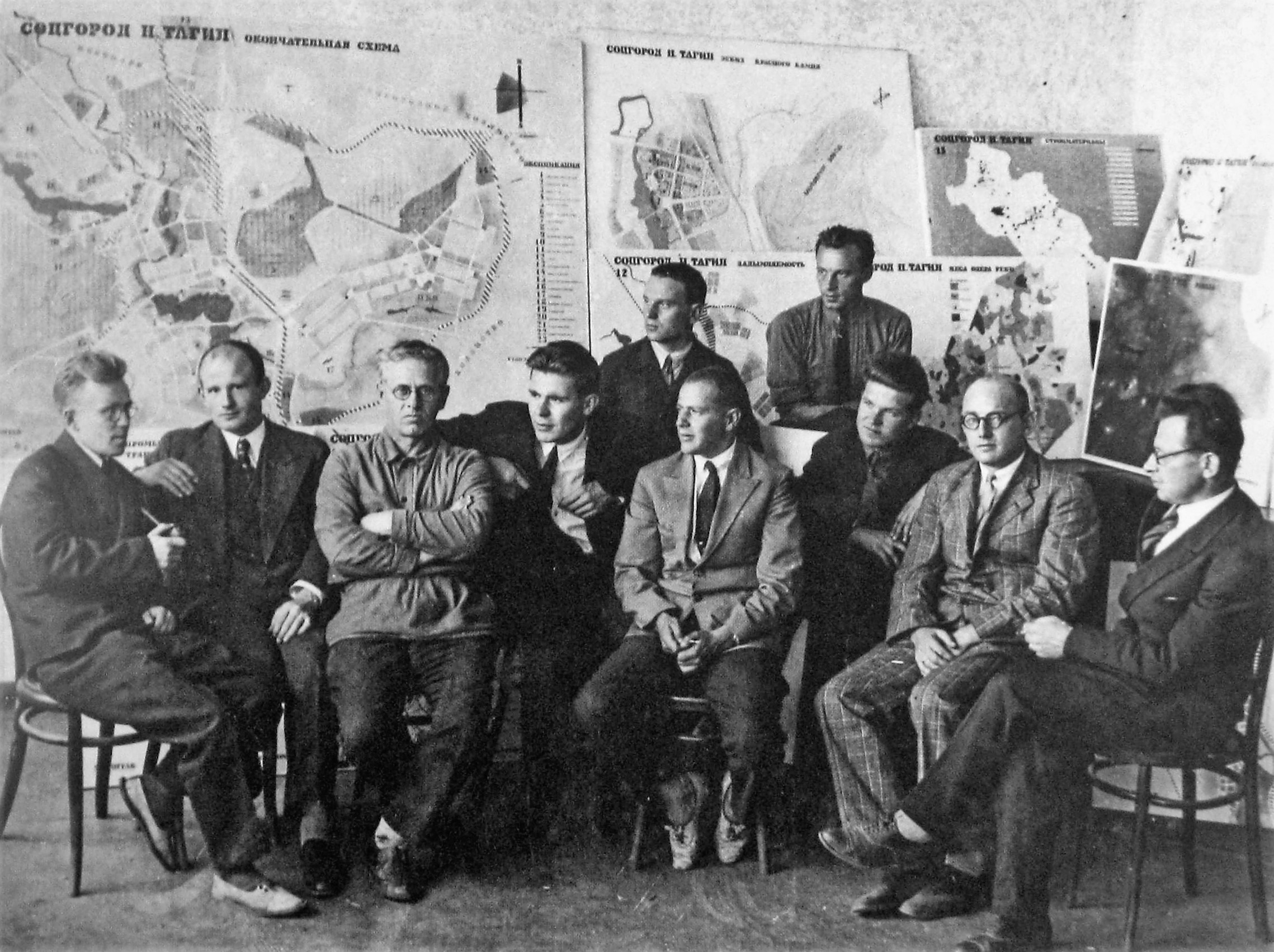
Die „Brigade May“ in der Sowjetunion, 1931

Von 1923 bis 1927 war er bei seinem Vetter Theo Effenberger in Breslau tätig und im Anschluss als Mitarbeiter von Ernst May im Frankfurter Hochbau- und Siedlungsamt, wo er Eugen Blanck kennenlernte. Kratz begleitete May von 1930 bis 1932 als Angehöriger der sogenannten „Brigade May“ in die Sowjetunion, der u. a. auch Walther Schwagenscheidt und Kurt Liebknecht angehörten.
Danach war er als freier Architekt in Berlin tätig. 1934 gewann er beim DAF-Wettbewerb „Haus der Arbeit“ den ersen Preis. Zu einem unbekannten Zeitpunkt wurde er Mitarbeiter der im Juli 1934 gegründeten Bauabteilung der DAF unter der Leitung von Julius Schulte-Frohlinde. Als Leiter der Lehrabteilung für Wohnungs- und Siedlungsbau, Planung von HJ-Heimen, Schulen, Wohnhäusern und Städtebauprojekten arbeitete er dann bis Juni 1941 unter Schulte-Frohlinde. Ab 1937 arbeitete er mit der Architektin Lotte Tiedemann zusammen.
1941 ging er nach München, wo er im Auftrag von Hermann Giesler bis 1945 Wohnsiedlungen plante sowie mit Fritz Norkauer und Herbert Landauer mehrere Hochbunker plante. Wegen des Zweiten Weltkriegs wurde das Baubüro von 1943 bis August 1944 nach und nach in die Ordensburg Sonthofen verlegt.
Nach Kriegsende ging er Anfang 1946 in das hessische Lauterbach, wo er im Auftrag des Hessischen Kultusministeriums eine Schulstadt plante. Von 1947 bis 1954 war er gemeinsam mit Alfons Leitl Mitherausgeber der Fachzeitschrift baukunst und werkform. In dieser Zeit nahm er wieder Kontakt zu seinem ehemaligen Kollegen Blanck auf. Dieser holte Kratz im Zuge der Hauptstadtplanungen im Juni 1949 in ein gemeinsames Büro in Bonn-Oberkassel. 1954 schied Blanck wegen seiner Planung des Polizeipräsidiums Köln aus dem Büro aus.

## Publikationen
- mit Alfons Leitl: Das Buch vom eigenen Haus. Mit Skizzen, Plänen und ausgeführten Bauten des Architekten Walter Kratz. Ullstein, Berlin 1937.
- mit Julius Schulte-Frohlinde: Der Osten. Die landschaftlichen Grundlagen des deutschen Bauschaffens. München 1940.
- mit Lotte Tiedemann: Das kleine Haus. Gustav Mandt, Lauterbach (Hessen) 1949.
- mit Lotte Tiedemann: Wie baue ich mein Haus? Gustav Mandt, Lauterbach (Hessen) 1949.